# Paralastor
Paralastor är ett släkte av steklar. Paralastor ingår i familjen Eumenidae.

## Dottertaxa tillParalastor, i alfabetisk ordning[1]
- Paralastor abnormis
- Paralastor aequifasciatus
- Paralastor alastoripennis
- Paralastor albifrons
- Paralastor alexandriae
- Paralastor anostreptus
- Paralastor apicatus
- Paralastor arenicola
- Paralastor argentifrons
- Paralastor argyrias
- Paralastor aterrimus
- Paralastor atripennis
- Paralastor aurocinctus
- Paralastor auster
- Paralastor australis
- Paralastor bicarinatus
- Paralastor bischoffi
- Paralastor brisbanensis
- Paralastor brunneus
- Paralastor caprai
- Paralastor carinatus
- Paralastor clotho
- Paralastor clypeopunctatus
- Paralastor cognatus
- Paralastor commutatus
- Paralastor comptus
- Paralastor conspiciendus
- Paralastor conspicuus
- Paralastor constrictus
- Paralastor cruentatus
- Paralastor cruentus
- Paralastor darwinianus
- Paralastor debilis
- Paralastor debilitatus
- Paralastor dentiger
- Paralastor despectus
- Paralastor diabolicus
- Paralastor diadema
- Paralastor donatus
- Paralastor dubiosus
- Paralastor dyscritias
- Paralastor elegans
- Paralastor emarginatus
- Paralastor eriurgus
- Paralastor euclidias
- Paralastor eugonias
- Paralastor eustomus
- Paralastor eutretus
- Paralastor fallax
- Paralastor flaviceps
- Paralastor frater
- Paralastor fraternus
- Paralastor gibbus
- Paralastor graeffei
- Paralastor habilis
- Paralastor hilaris
- Paralastor hirtiventris
- Paralastor icarioides
- Paralastor ignotus
- Paralastor imitator
- Paralastor infernalis
- Paralastor infimus
- Paralastor insularis
- Paralastor katherinensis
- Paralastor lachensis
- Paralastor laetus
- Paralastor leptias
- Paralastor mackayensis
- Paralastor maculiventris
- Paralastor medius
- Paralastor mesochlorus
- Paralastor microgonias
- Paralastor mimus
- Paralastor multicolor
- Paralastor mutabilis
- Paralastor nautarum
- Paralastor neglectus
- Paralastor neochromus
- Paralastor occidentalis
- Paralastor odynericornis
- Paralastor odyneripennis
- Paralastor odyneroides
- Paralastor oloris
- Paralastor optabilis
- Paralastor ordinarius
- Paralastor orientalis
- Paralastor pallidus
- Paralastor parca
- Paralastor perkinsi
- Paralastor petiolatus
- Paralastor picteti
- Paralastor placens
- Paralastor plebeius
- Paralastor princeps
- Paralastor pseudochromus
- Paralastor punctulatus
- Paralastor pusillus
- Paralastor roseotinctus
- Paralastor rubroviolaceus
- Paralastor rufipes
- Paralastor sanguineus
- Paralastor saussurei
- Paralastor semirufus
- Paralastor simillimus
- Paralastor simplex
- Paralastor simulator
- Paralastor smithii
- Paralastor solitarius
- Paralastor subhabilis
- Paralastor submersus
- Paralastor subobscurus
- Paralastor suboloris
- Paralastor subplebeius
- Paralastor subpunctatulus
- Paralastor summus
- Paralastor synchromus
- Paralastor tasmaniensis
- Paralastor tricarinulatus
- Paralastor tricolor
- Paralastor tridentatus
- Paralastor tuberculatus
- Paralastor unifasciatus
- Paralastor victor
- Paralastor viduus
- Paralastor vulneratus
- Paralastor vulpinus
- Paralastor xanthochromus
- Paralastor xanthus
- Paralastor xerophilus